# Brahmanbaria S.
Brahmanbaria S. är ett underdistrikt i Bangladesh. Det ligger i den centrala delen av landet, 80 km öster om huvudstaden Dhaka.
Trakten runt Brahmanbaria S. består till största delen av jordbruksmark. Runt Brahmanbaria S. är det mycket tätbefolkat, med 1 956 invånare per kvadratkilometer.